# 厚叶白花酸藤果
厚叶白花酸藤果（学名：Embelia ribes var. pachyphylla）为紫金牛科酸藤子属下的一个变种。

## 扩展阅读
- 維基物種上的相關：厚叶白花酸藤果